# 埃爾奇科 (佛羅里達州)
埃爾奇科（英語：El Chico）是位於美國佛羅里達州門羅縣的一個非建制地區。該地的面積和人口皆未知。

## 地理
埃爾奇科的座標為25°35′53″N 80°39′40″W / 25.59806°N 80.66111°W，而該地的平均海拔高度為0米（即0英尺）。